# Vụ cấm máy bay Boeing 737 MAX năm 2019

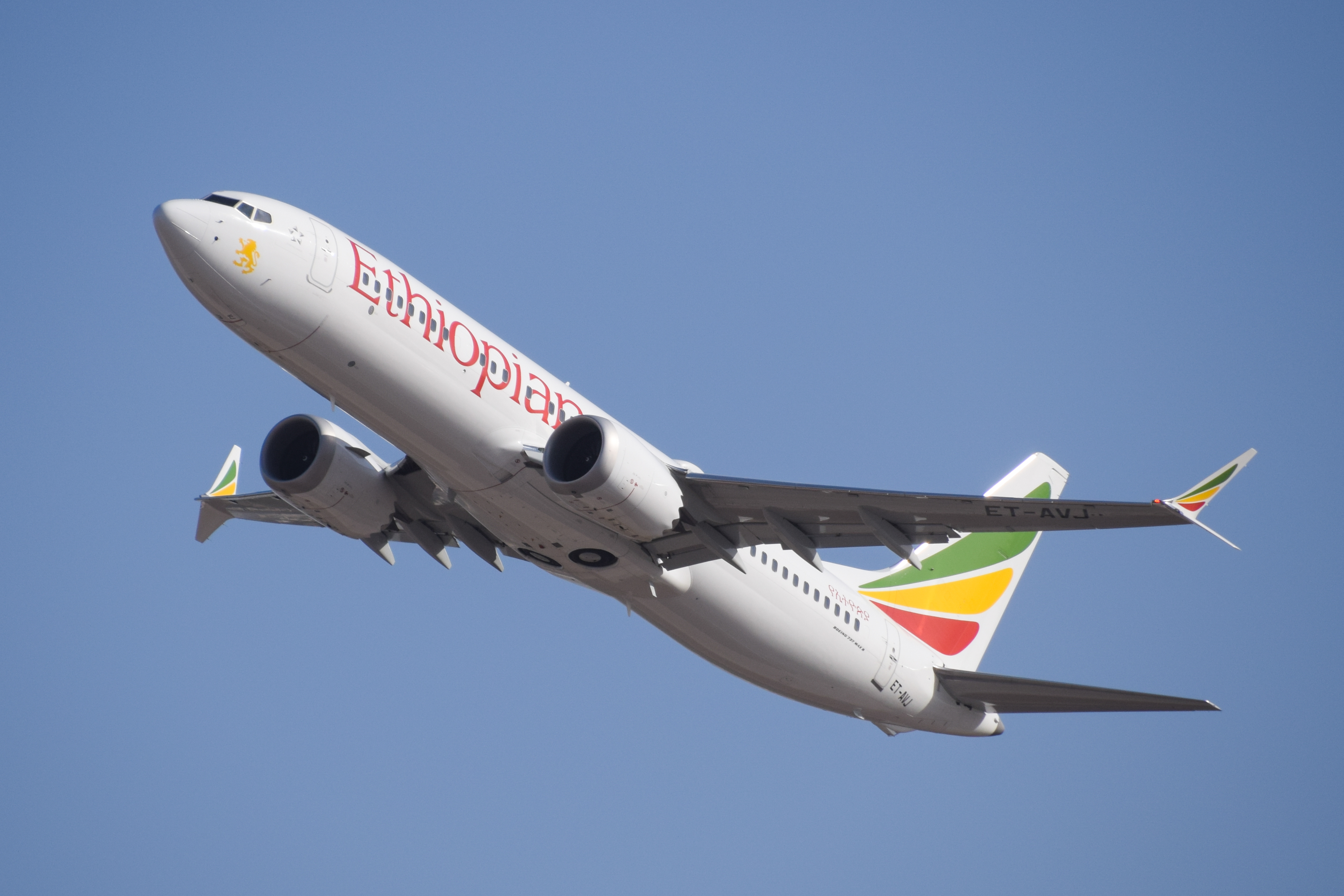
ET-AVJ, chiếc máy bay liên quan đến vụ tai nạn chuyến bay 302, chụp ngày 8 tháng 2 năm 2019

Ngày 17 tháng sau khi Boeing 737 MAX 8 đi vào hoạt động năm 2017, chuyến bay 610 của Lion Air, một máy bay Boeing 737 MAX 8 tương đối mới, đã bị rơi vài phút sau khi cất cánh vào ngày 29 tháng 10 năm 2018, giết chết 189 hành khách và phi hành đoàn. Chưa đầy 5 tháng sau, 10 tháng 3 năm 2019, chuyến bay 302 của Ethiopian Airlines, cũng là một 737 MAX 8, đã bị rơi 6 phút sau khi cất cánh, giết chết 157 hành khách và phi hành đoàn. Tổng cộng 346 người đã thiệt mạng trong cả hai vụ tai nạn thảm khốc.

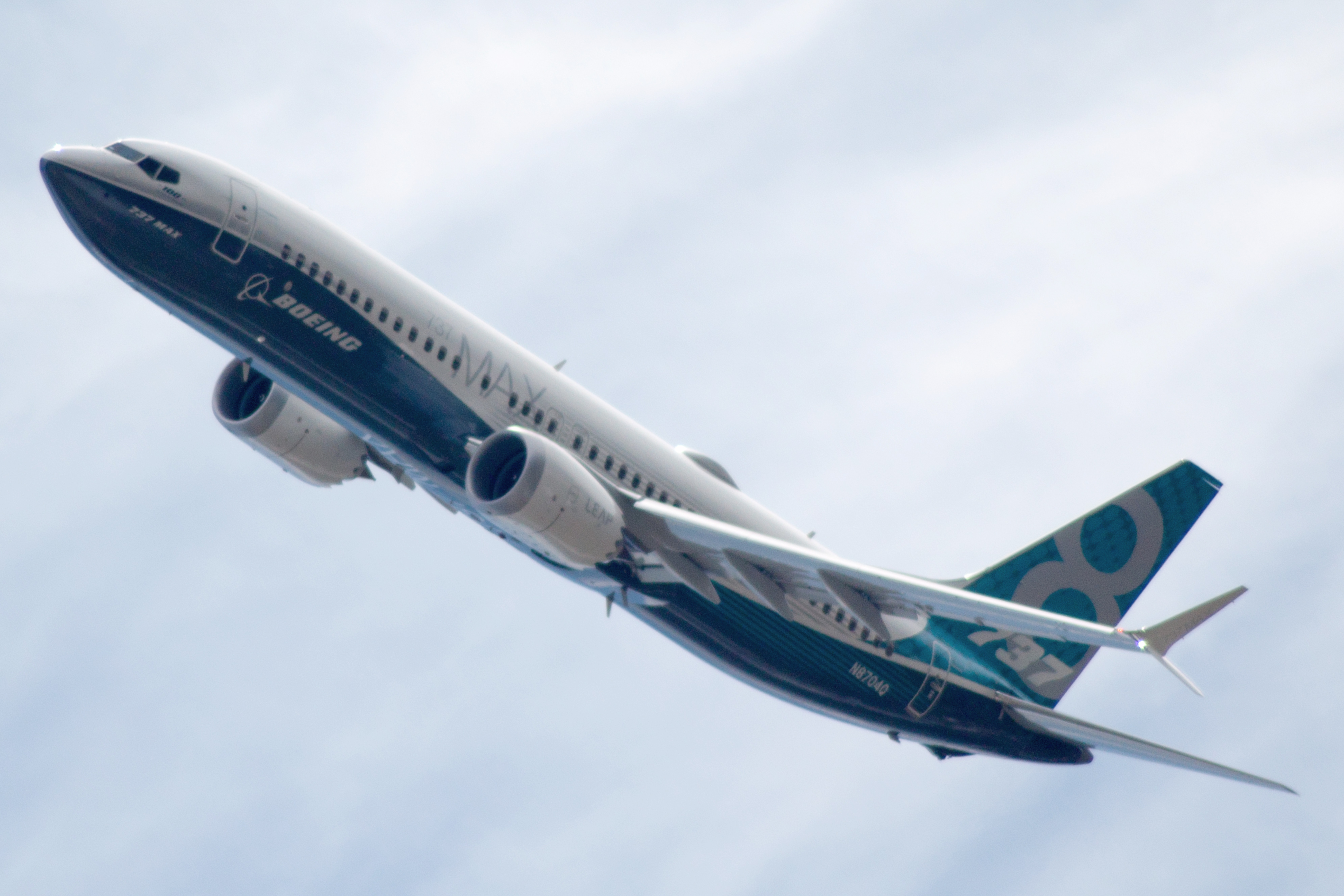
Một chiếc Boeing 737 MAX 8

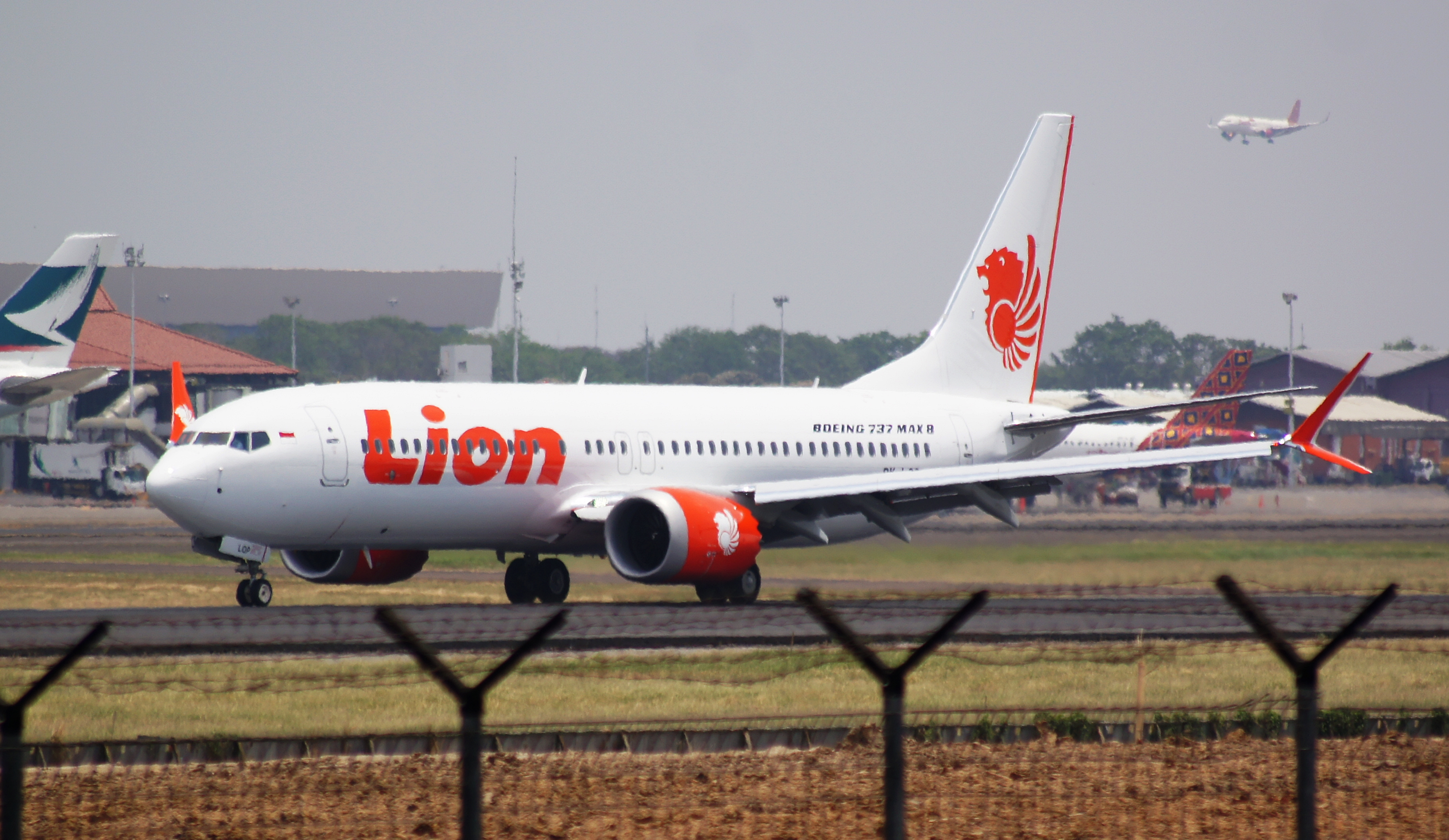
PK-LQP, chiếc máy bay liên quan đến vụ tai nạn chuyến bay 610, chụp ngày 16 tháng 9 năm 2018

Do cuộc điều tra về vụ tai nạn đầu tiên chưa được hoàn thành tại thời điểm xảy ra tai nạn thứ hai và thực tế là cả hai vụ tai nạn máy bay xảy ra ngay sau khi cất cánh, nhiều hãng hàng không đã ngưng sử dụng máy bay Boeing 737 MAX của họ một cách tự nguyện hoặc theo lệnh của cơ quan quản lý hàng không địa phương.

## Bối cảnh
Vào ngày 29 tháng 10 năm 2018, chuyến bay 610 của Lion Air, chuyến bay nội địa theo lịch trình do hãng hàng không Lion Air của Indonesia khai thác từ sân bay quốc tế Soekarno Hatta ở Jakarta đến sân bay Depati Amir ở Pangkal Pinang, đã rơi xuống Biển Java 12 phút sau khi cất cánh. Tất cả 189 hành khách và phi hành đoàn đã thiệt mạng trong vụ tai nạn. Nó trở thành vụ tai nạn thảm khốc thứ hai ở Indonesia, sau chuyến bay 152 của Garuda Indonesia.
Vụ tai nạn Lion Air đã được gắn chặt với Hệ thống tăng cường đặc tính cơ động (MCAS), một hệ thống mới được cài đặt trên dòng MAX 8. Thiết kế của MAX 8 có thể khiến mũi cao hơn bình thường, điều này có thể làm máy bay bị mất lực nâng. MCAS cảm nhận lượng lực nâng trên mũi máy bay và tự động điều chỉnh thái độ của máy bay để hạ mũi và tránh chuồng. Với vụ tai nạn của Lion Air, các nhà điều tra phát hiện ra rằng các phi công không được đào tạo về hệ thống này, do đó, khi nó tham gia, có lẽ là sai lầm, phi hành đoàn đã chiến đấu chống lại sự kiểm soát của MCAS, có khả năng dẫn đến vụ tai nạn. Có bằng chứng cho thấy MCAS có dữ liệu cảm biến bị lỗi liên quan đến góc tấn công của máy bay.
Vào ngày 10 tháng 3 năm 2019, Chuyến bay 302 của Ethiopian Airlines, một chuyến bay chở khách quốc tế theo lịch trình được khai thác bởi hãng hàng không Ethiopian từ Addis Ababa ở Ethiopia đến sân bay quốc tế Jomo Kenyatta ở Nairobi, Kenya, đã bị rơi 6 phút sau khi cất cánh gần Bishoftu, giết chết tất cả 157 hành khách và phi hành đoàn trên máy bay máy bay. Đây là vụ tai nạn máy bay nghiêm trọng nhất xảy ra ở Ethiopia, đứng trước vụ tai nạn của Không quân Ethiopia Antonov An-26 năm 1982, khiến 73 người thiệt mạng.
Trong khi nguyên nhân của vụ tai nạn máy bay của hãng hàng không Ethiopia vẫn chưa được xác định, cuộc điều tra sơ bộ cho thấy hành vi của máy bay trước vụ tai nạn tương tự như vụ tai nạn của Lion Air.
Tháng 8/2020, FAA công bố các yêu cầu sửa chữa máy bay và cải thiện đào tạo phi công. Vào ngày 18/11/2020, FAA đã cho phép 737 MAX trở lại hoạt động, tiếp theo là các cơ quan quản lý của Châu Âu và Canada vào tháng 1/2021. Việc dừng hoạt động khiến Boeing ước tính khoảng 20 tỷ USD tiền phạt, bồi thường và phí pháp lý, và các thiệt hại gián tiếp dưới hình thức 1.200 đơn hàng bị hủy trị giá hơn 60 tỷ USD. Vào tháng 12/2020, các hoạt động thương mại và giao hàng của 737 MAX được tiếp tục, nhưng vào tháng 4/2021, một sự cố điện mới ảnh hưởng đến gần một trăm chiếc máy bay đã thúc đẩy một lệnh cấm một phần khác và sự giám sát kỹ lưỡng hơn nữa đối với hoạt động sản xuất máy bay của Boeing.
Hãng American Airlines cho biết ngày 5/3/2021 chuyến bay khởi hành từ Miami với 95 hành khách và 6 thành viên tổ bay khi đang trong hành trình tới sân bay quốc tế Newark Liberty của bang New Jersey đã phát thông báo về tình trạng khẩn cấp sau khi cơ trưởng phải tắt một động cơ vì sự cố kỹ thuật. Thông báo của hãng cho biết nguyên nhân sự cố có thể do áp suất dầu của động cơ chứ không phải trục trặc nào từ hệ thống tăng cường chức năng điều khiển bay (MCAS) có liên quan tới 2 vụ tai nạn máy bay Boeing 737 MAX trong các năm 2018 và 2019 đã khiến dòng máy bay này phải "nằm đất" suốt 20 tháng.

## Bồi thường thiệt hại
Tháng 1/2021, Hãng Boeing đã đồng ý trả 500 triệu USD để bồi thường cho người thừa kế, người thân và người thụ hưởng của các hành khách thiệt mạng trong chuyến bay 610 của Lion Air và chuyến bay 302 của Ethiopian Airlines vào năm 2018 và 2019.
Các gia đình có thời hạn cho tới ngày 15-10 để nộp đơn yêu cầu bồi thường. Mỗi gia đình đủ điều kiện sẽ nhận được gần 1,45 triệu USD.
Bên cạnh quỹ trị giá 500 triệu USD được lập để đền bù cho người thừa kế, thân nhân… của những người thiệt mạng trong các vụ tai nạn, thỏa thuận dàn xếp còn bao gồm khoản tiền phạt 243 triệu USD và 1,77 tỉ USD đền bù cho các khách hàng. Quỹ bồi thường nói trên là một phần trong thỏa thuận dàn xếp trị giá 2,5 tỉ USD mà Bộ Tư pháp Mỹ đạt được với Boeing vào tháng 1/2021. Thỏa thuận dàn xếp cho phép Boeing tránh bị truy tố hình sự nhưng không ảnh hưởng đến việc kiện tụng dân sự của thân nhân nạn nhân.
Boeing đã gần như giải quyết xong các vụ kiện liên quan đến tai nạn máy bay Lion Air (2018). Dù vậy, hãng vẫn phải đối mặt với nhiều vụ kiện lên Tòa án liên bang Chicago bởi các thân nhân nạn nhân vụ tai nạn máy bay Ethiopian Airlines (2019), với câu hỏi tại sao chiếc 737 MAX vẫn tiếp tục bay sau thảm họa của Lion Air.

## Các quốc gia, khu vực và tổ chức cấm Boeing 737 MAX
Trong tình huống tương tự ngay sau khi cất cánh, hai vụ tai nạn dẫn đến mất mát nghiêm trọng và tất cả tử vong đã xảy ra, do đó, lần lượt các quốc gia / khu vực / tổ chức sau quyết định cấm hoạt động của Boeing 737 MAX và cấm chuyến bay trong không phận mình sau vụ tai nạn ở Ethiopia kể từ ngày 14 tháng 3 năm 2019:
Kể từ ngày 15 tháng 3 năm 2019
| Cơ quan                                                    |                                         | Ngày (2019) | Ghi chú                                                                                        |
| ---------------------------------------------------------- | --------------------------------------- | ----------- | ---------------------------------------------------------------------------------------------- |
| Cục Hàng không Dân dụng (Albania)                          | Albania                                 | 13 tháng 3  | Cấm 737 MAX trong không phận.                                                                  |
| Cục Hàng không Dân dụng Quốc gia (Argentina)               | Argentina                               | 17 tháng 3  | Cấm 737 MAX trong không phận.                                                                  |
| Ủy bang Hàng không Dân dụng (Armenia)                      | Armenia                                 | 13 tháng 3  | Cấm 737 MAX trong không phận.                                                                  |
| Cục An toàn Hàng không Dân dụng (Australia)                | Úc                                      | 12 tháng 3  | Ngừng sử dụng tất cả 737 MAX trong đất nước.                                                   |
| Bộ giao thông (Áo)                                         | Áo                                      | 12 tháng 3  | Ngừng sử dụng tất cả 737 MAX trong đất nước.                                                   |
| Cục Hàng không Dân dụng, Bangladesh                        | Bangladesh                              | 13 tháng 3  | Cấm 737 MAX trong không phận.                                                                  |
| Cục Hàng không (Belarus)                                   | Belarus                                 | 14 tháng 3  | Cấm 737 MAX trong không phận.                                                                  |
| Cục Di chuyển Công cộng và Giao thông Liên bang (Bỉ)       | Bỉ                                      | 12 tháng 3  | Cấm 737 MAX trong không phận.                                                                  |
| Cục Hàng không Dân dụng Bermuda                            | Bermuda                                 | 12 tháng 3  | Cấm 737 MAX trong không phận.                                                                  |
| Tổng cục Hàng không dân dụng (Bosnia và Herzegovina)       | Bosna và Hercegovina                    | 14 tháng 3  | Cấm 737 MAX trong không phận.                                                                  |
| Cục Hàng không Dân dụng Quốc gia Brasil                    | Brasil                                  | 13 tháng 3  | Ngừng sử dụng tất cả 737 MAX trong đất nước.                                                   |
| Cục Hàng không Dân dụng Brunei                             | Brunei                                  | 13 tháng 3  | Cấm 737 MAX trong không phận.                                                                  |
| Cục Hàng không Dân dụng (Bulgaria)                         | Bulgaria                                | 13 tháng 3  | Cấm 737 MAX trong không phận.                                                                  |
| Transport Canada                                           | Canada                                  | 13 tháng 3  | Cấm 737 MAX trong không phận.                                                                  |
| Cục Hàng không Dân dụng the Cayman Islands                 | Quần đảo Cayman                         | 12 tháng 3  | Cấm 737 MAX trong không phận.                                                                  |
| Tổng cục hàng không Dân dụng (Chile)                       | Chile                                   | 13 tháng 3  | Cấm 737 MAX trong không phận.                                                                  |
| Cục Hàng không Dân dụng Trung Quốc                         | Trung Quốc                              | 11 tháng 3  | Ngừng sử dụng tất cả 737 MAX trong đất nước.                                                   |
| Đơn vị hành chính đặc biệt Hàng không dân dụng (Colombia)  | Colombia                                | 13 tháng 3  | Cấm 737 MAX trong không phận.                                                                  |
| Dirección General de Aviación Civil (Costa Rica)           | Costa Rica                              | 13 tháng 3  | Cấm 737 MAX trong không phận.                                                                  |
| Cục Hàng không Dân dụng (Cyprus)                           | Cộng hòa Síp                            | 13 tháng 3  | Cấm 737 MAX trong không phận.                                                                  |
| Cục Giao thông Đan Mạch                                    | Đan Mạch                                | 13 tháng 3  | Ngừng sử dụng tất cả 737 MAX trong đất nước.                                                   |
| Bộ Hàng không Dân dụng (Ai Cập)                            | Ai Cập                                  | 13 tháng 3  | Cấm 737 MAX trong không phận.                                                                  |
| Cục Hàng không Dân dụng (Ethiopia)                         | Ethiopia                                | 14 tháng 3  | Cấm 737 MAX trong không phận.                                                                  |
| Cục An toàn Hàng không châu Âu                             | Liên minh châu Âu                       | 12 tháng 3  | Cấm 737 MAX trong không phận. This covers the European Union and the member countries of EFTA. |
| Cục Hàng không Dân dụng Fiji                               | Fiji                                    | 12 tháng 3  | Ngưng sử dụng 737 MAX.                                                                         |
| Tổng cục Hàng không Dân dụng (Pháp)                        | Pháp                                    | 12 tháng 3  | Cấm 737 MAX trong không phận.                                                                  |
| Cục Hàng không Dân dụng Gruzia                             | Gruzia                                  | 13 tháng 3  | Cấm 737 MAX trong không phận.                                                                  |
| Bộ Giao thông và Hạ tầng kỹ thuật số Liên bang (Đức)       | Đức                                     | 12 tháng 3  | Cấm 737 MAX trong không phận.                                                                  |
| Cục Hàng không Dân dụng Hy Lạp                             | Hy Lạp                                  | 12 tháng 3  | Cấm 737 MAX trong không phận.                                                                  |
| Cục Hàng không dân dụng (Hong Kong)                        | Hồng Kông                               | 13 tháng 3  | Cấm 737 MAX trong không phận.                                                                  |
| Ministry of Civil Aviation (India)                         | Ấn Độ                                   | 13 tháng 3  | Cấm 737 MAX trong không phận.                                                                  |
| Bộ Giao thông (Indonesia)                                  | Indonesia                               | March 11    | Ngưng sử dụng 737 MAX đang điều tra.                                                           |
| Cơ quan Hàng không Dân dụng Iran                           | Iran                                    | 15 tháng 3  | Cấm 737 MAX trong không phận.                                                                  |
| Cục Hàng không Dân dụng Iraq                               | Iraq                                    | 13 tháng 3  | Cấm 737 MAX trong không phận.                                                                  |
| Cục Hàng không dân dụng Ireland                            | Cộng hòa Ireland                        | 12 tháng 3  | Cấm 737 MAX trong không phận.                                                                  |
| Cục Hàng không Dân dụng Israel                             | Israel                                  | 13 tháng 3  | Cấm 737 MAX trong không phận.                                                                  |
| Cục Hàng không Dân dụng Italia                             | Ý                                       | 12 tháng 3  | Cấm 737 MAX trong không phận.                                                                  |
| Bộ Đất đai, Hạ tầng, Giao thông và Du lịch (Nhật Bản)      | Nhật Bản                                | 14 tháng 3  | Đình chỉ toàn bộ các chuyến bay sử dụng 737 MAX.                                               |
| Ủy ban Hàng không Dân dụng (Kazakhstan)                    | Kazakhstan                              | 14 tháng 3  | Đình chỉ toàn bộ các chuyến bay sử dụng 737 MAX .                                              |
| Cục Hàng không Dân dụng Kosovo                             | Kosovo                                  | 13 tháng 3  | Cấm 737 MAX trong không phận.                                                                  |
| Tổng Tổng cục Hàng không dân dụng (Kuwait)                 | Kuwait                                  | 13 tháng 3  | Cấm 737 MAX trong không phận.                                                                  |
| Cục Hàng không Dân dụng Liban                              | Liban                                   | 13 tháng 3  | Cấm 737 MAX trong không phận.                                                                  |
| Cục Hàng không Dân dụng (Macau)                            | Ma Cao                                  | 13 tháng 3  | Ngưng sử dụng 737 MAX.                                                                         |
| Tổng cục Hàng không dân dụng (Macedonia)                   | Cộng hòa Macedonia                      | 13 tháng 3  | Cấm 737 MAX trong không phận.                                                                  |
| Cục Hàng không Dân dụng Malaysia                           | Malaysia                                | 12 tháng 3  | Ngưng sử dụng 737 MAX.                                                                         |
| Tổng cục Hàng không dân dụng (Mexico)                      | México                                  | 14 tháng 3  | Cấm 737 MAX trong không phận.                                                                  |
| Cục Hàng không Dân dụng (Moldova)                          | Moldova                                 | 13 tháng 3  | Cấm 737 MAX trong không phận.                                                                  |
| Cục Hàng không Dân dụng (Montenegro)                       | Montenegro                              | 13 tháng 3  | Cấm 737 MAX trong không phận.                                                                  |
| Cục Hàng không Dân dụng Namibia                            | Namibia                                 | 13 tháng 3  | Cấm 737 MAX trong không phận.                                                                  |
| Thanh tra giao thông và môi trường con người (Hà Lan)      | Hà Lan                                  | 12 tháng 3  | Cấm 737 MAX trong không phận.                                                                  |
| Cục Hàng không Dân dụng New Zealand                        | New Zealand                             | 13 tháng 3  | Cấm 737 MAX trong không phận.                                                                  |
| Cục Hàng không Dân dụng Nigeria                            | Nigeria                                 | 13 tháng 3  | Cấm 737 MAX trong không phận.                                                                  |
| Tổng cục Hàng không dân dụng và Khí tượng (Oman)           | Oman                                    | 12 tháng 3  | Ngưng sử dụng 737 MAX.                                                                         |
| Cục Hàng không Dân dụng (Ba Lan)                           | Ba Lan                                  | 12 tháng 3  | Cấm 737 MAX trong không phận.                                                                  |
| Viện Quốc gia Hàng không Dân dụng Bồ Đào Nha               | Bồ Đào Nha                              | 12 tháng 3  | Cấm 737 MAX trong không phận.                                                                  |
| Cục Hàng không Dân dụng Romania                            | România                                 | 12 tháng 3  | Cấm 737 MAX trong không phận.                                                                  |
| Federal Air Transport Agency (Russia)                      | Nga                                     | 14 tháng 3  | Cấm 737 MAX trong không phận.                                                                  |
| Tổng cục Hàng không dân dụng Cộng hòa Serbia               | Serbia                                  | 14 tháng 3  | Cấm 737 MAX trong không phận.                                                                  |
| Cục Hàng không Dân dụng Singapore                          | Singapore                               | 12 tháng 3  | Cấm 737 MAX trong không phận.                                                                  |
| Bộ Đất đai, Cơ sở hạ tầng và Giao thông vận tải (Hàn Quốc) | Hàn Quốc                                | 14 tháng 3  | Cấm 737 MAX trong không phận.                                                                  |
| Cục Hàng không Dân dụng Thái Lan                           | Thái Lan                                | 13 tháng 3  | Ngưng sử dụng 737 MAX.                                                                         |
| Cục Hàng không Dân dụng Trinidad và Tobago                 | Trinidad và Tobago                      | 13 tháng 3  | Cấm 737 MAX trong không phận.                                                                  |
| Bộ Giao thông và Hạ tầng (Thổ Nhĩ Kỳ)                      | Thổ Nhĩ Kỳ                              | 13 tháng 3  | Cấm 737 MAX trong không phận.                                                                  |
| Cục Hàng không Nhà nước Ukraina                            | Ukraina                                 | 13 tháng 3  | Cấm 737 MAX trong không phận.                                                                  |
| Cục Hàng không Dân dụng (Vương quốc Anh)                   | Vương quốc Liên hiệp Anh và Bắc Ireland | 12 tháng 3  | Cấm 737 MAX trong không phận.                                                                  |
| Cục Hàng không Liên bang Hoa Kỳ                            | Hoa Kỳ                                  | 13 tháng 3  | Cấm 737 MAX trong không phận.                                                                  |
| Cục Hàng không Việt Nam                                    | Việt Nam                                | 12 tháng 3  | Cấm 737 MAX trong không phận.                                                                  |

### Hãng hàng không
Sau vụ tai nạn máy bay của hãng hàng không Ethiopia, các hãng hàng không đã hạ cánh tất cả các dòng máy bay Boeing 737 MAX trong đội tàu của họ. Danh sách được sắp xếp theo tên nhà khai thác và hiện tại kể từ 16:00 UTC, ngày 17 tháng 3 năm 2019 (bao gồm các máy bay được giao trước được đặt tại Sân bay Boeing, Sân bay thành phố Renton và Sân bay Paine:
| Hãng hàng không             | Ngày       | Quy mô đội tàu bay | Ghi chú                     |
| --------------------------- | ---------- | ------------------ | --------------------------- |
| 9 Air                       | 12 tháng 3 | 3                  | [ 87 ]                      |
| Aerolíneas Argentinas       | 11 tháng 3 | 5                  | [ 87 ] [ 88 ] [ 89 ]        |
| Aeroméxico                  | 12 tháng 3 | 6                  | [ 87 ] [ 90 ]               |
| Air Canada                  | 13 tháng 3 | 24                 | [ 87 ] [ 91 ]               |
| Air China                   | 11 tháng 3 | 15                 | [ 87 ]                      |
| Air Italy                   | 12 tháng 3 | 4                  | [ 87 ]                      |
| American Airlines           | 13 tháng 3 | 25                 | [ 87 ]                      |
| Cayman Airways              | 11 tháng 3 | 2                  | [ 87 ] [ 92 ]               |
| China Eastern Airlines      | 11 tháng 3 | 3                  | [ 87 ]                      |
| China Southern Airlines     | 11 tháng 3 | 24                 | [ 87 ]                      |
| Comair                      | 11 tháng 3 | 2                  | [ 87 ] [ 93 ]               |
| Copa Airlines               | 13 tháng 3 | 6                  | [ 87 ] [ 94 ] [ 95 ] [ 96 ] |
| Corendon Airlines           | 12 tháng 3 | 1                  | [ 87 ]                      |
| Eastar Jet                  | 11 tháng 3 | 2                  | [ 87 ]                      |
| Enter Air                   | 12 tháng 3 | 2                  | [ 87 ]                      |
| Ethiopian Airlines          | 11 tháng 3 | 4                  | [ 87 ] [ 97 ] [ 98 ]        |
| Fiji Airways                | 12 tháng 3 | 2                  | [ 87 ]                      |
| Flydubai                    | 12 tháng 3 | 15                 | [ 87 ] [ 99 ]               |
| Fuzhou Airlines             | 11 tháng 3 | 2                  | [ 87 ]                      |
| Garuda Indonesia            | 11 tháng 3 | 1                  | [ 87 ]                      |
| Gol Transportes Aéreos      | 11 tháng 3 | 7                  | [ 87 ] [ 100 ] [ 101 ]      |
| Hainan Airlines             | 11 tháng 3 | 11                 | [ 87 ]                      |
| Icelandair                  | 12 tháng 3 | 6                  | [ 87 ] [ 102 ]              |
| Jet Airways                 | 12 tháng 3 | 8                  | [ 87 ] [ 103 ]              |
| Kunming Airlines            | 11 tháng 3 | 2                  | [ 87 ]                      |
| Lion Air                    | 11 tháng 3 | 10                 | [ 87 ]                      |
| LOT Polish Airlines         | 12 tháng 3 | 5                  | [ 87 ] [ 104 ]              |
| Lucky Air                   | 11 tháng 3 | 3                  | [ 87 ]                      |
| Mauritania Airlines         | 12 tháng 3 | 1                  | [ 87 ] [ 105 ]              |
| MIAT Mongolian Airlines     | 11 tháng 3 | 1                  | [ 87 ] [ 106 ]              |
| Norwegian Air International | 12 tháng 3 | 9                  | [ 87 ] [ 107 ]              |
| Norwegian Air Shuttle       | 12 tháng 3 | 6                  | [ 87 ]                      |
| Norwegian Air Sweden        | 12 tháng 3 | 3                  | [ 87 ]                      |
| Okay Airways                | 11 tháng 3 | 2                  | [ 87 ]                      |
| Oman Air                    | 15 tháng 3 | 5                  | [ 87 ] [ 108 ]              |
| Royal Air Maroc             | 11 tháng 3 | 2                  | [ 87 ] [ 109 ]              |
| S7 Airlines                 | 12 tháng 3 | 2                  | [ 87 ] [ 110 ]              |
| Samoa Airways               | Không rõ   | 1                  | [ 87 ]                      |
| SCAT Airlines               | 13 tháng 3 | 1                  | [ 87 ]                      |
| Shandong Airlines           | 11 tháng 3 | 7                  | [ 87 ]                      |
| Shanghai Airlines           | 11 tháng 3 | 12                 | [ 87 ]                      |
| Shenzhen Airlines           | 11 tháng 3 | 6                  | [ 87 ]                      |
| SilkAir                     | 12 tháng 3 | 6                  | [ 87 ]                      |
| Smartwings                  | 12 tháng 3 | 8                  | [ 87 ]                      |
| Southwest Airlines          | 13 tháng 3 | 34                 | [ 87 ]                      |
| SpiceJet                    | 13 tháng 3 | 13                 | [ 87 ] [ 111 ]              |
| Sunwing Airlines            | 12 tháng 3 | 4                  | [ 87 ] [ 112 ]              |
| Thai Lion Air               | 13 tháng 3 | 3                  | [ 87 ]                      |
| TUI Airways                 | 12 tháng 3 | 6                  | [ 87 ]                      |
| TUI fly Belgium             | 12 tháng 3 | 4                  | [ 87 ]                      |
| TUI fly Deutschland         | Không rõ   | 1                  | [ 87 ]                      |
| TUI fly Netherlands         | 12 tháng 3 | 3                  | [ 65 ]                      |
| TUI fly Nordic              | 12 tháng 3 | 2                  | [ 87 ]                      |
| Turkish Airlines            | 12 tháng 3 | 14                 | [ 87 ] [ 113 ]              |
| United Airlines             | 13 tháng 3 | 14                 | [ 87 ]                      |
| WestJet                     | 13 tháng 3 | 13                 | [ 87 ]                      |
| XiamenAir                   | 11 tháng 3 | 10                 | [ 87 ]                      |
| Tổng cộng                   |            | 393                |                             |

## Phản ứng
Các quốc gia cấm sử dụng hoặc cấm máy bay Boeing 737 Max bay vào không phận của mình gồm: Liên minh châu Âu, Indonesia, Singapore, Trung Quốc, Việt Nam, Úc, Ấn Độ, Mông Cổ, Malaysia.

### Lệnh cấm
- Úc: Cơ quan an toàn hàng không dân dụng (CASA) tuyên bố vào tối ngày 12 tháng 3 rằng tất cả máy bay Boeing 737 MAX ở Úc hoặc bay tới Úc đều bị hạ cánh vô thời hạn. Giám đốc điều hành và Giám đốc Hàng không của Shane Carmody của CASA tuyên bố rằng "Đây là một sự đình chỉ tạm thời trong khi chúng tôi chờ đợi thêm thông tin để xem xét các rủi ro an toàn của hoạt động liên tục của Boeing 737 MAX".[114]
- Canada: Bộ trưởng Bộ Giao thông vận tải Marc Garneau nói rằng còn sớm để xem xét việc tiếp đất và rằng, "Nếu tôi phải bay đi đâu đó trên loại máy bay đó, tôi sẽ làm thế."[115]
- Trung Quốc: Cục Hàng không Dân dụng Trung Quốc đã ra lệnh cho tất cả các hãng hàng không nội địa đình chỉ hoạt động của tất cả 737 máy bay MAX do các hãng hàng không Trung Quốc vận hành đang chờ kết quả điều tra, nối đất 96 máy bay,[29][30] với lý do "không khoan nhượng đối với các nguy cơ an toàn".[116]
- Liên minh châu Âu: Cơ quan an toàn hàng không châu Âu (EASA) đã ban hành một chỉ thị vào ngày 12 tháng 3 "đình chỉ tất cả các hoạt động bay của tất cả các máy bay Boeing Model 737-8 MAX và 737-9 MAX tại EU. Ngoài ra EASA đã công bố Chỉ thị an toàn, có hiệu lực kể từ 19:00 UTC, đình chỉ tất cả các chuyến bay thương mại được thực hiện bởi các nhà khai thác của nước thứ ba vào, trong hoặc ngoài EU của các mô hình được đề cập ở trên"[117]
- Ấn Độ: Tổng cục Hàng không Dân dụng (DGCA) đưa ra tuyên bố "DGCA đã đưa ra quyết định hạ cánh máy bay Boeing 737-MAX ngay lập tức. Những chiếc máy bay này sẽ bị cấm bay đến khi sửa đổi và biện pháp an toàn phù hợp được thực hiện để đảm bảo hoạt động an toàn của chúng"[118]
- Indonesia: Bộ Giao thông Vận tải Indonesia đã ban hành lệnh đình chỉ tạm thời đối với hoạt động của mọi chiếc Boeing 737 MAX 8 ở Indonesia, 11 chiếc. Một cuộc kiểm tra toàn quốc về loại này dự kiến sẽ diễn ra vào ngày 12 tháng 3 để "đảm bảo rằng các máy bay hoạt động ở Indonesia đang trong tình trạng không thể bay được."[48] to "ensure that aircraft operating in Indonesia are in an airworthy condition."[116]
- Malaysia: Cơ quan Hàng không Dân dụng Malaysia tuyên bố rằng họ đã đình chỉ tất cả các hoạt động bay của Boeing 737 MAX từ và đến Malaysia, bao gồm cả các chuyến bay quá cảnh.[119]
- Mông Cổ: Cơ quan Hàng không Dân dụng Mông Cổ (MCAA) cho biết trong một tuyên bố "MCAA đã tạm thời dừng chuyến bay Boeing 737 Max do MIAT Mong Airlines khai thác từ ngày 11 tháng 3 năm 2019."
- Singapore: Cơ quan Hàng không Dân dụng Singapore, "Cơ quan Hàng không Dân dụng Singapore (CAAS) đang tạm thời đình chỉ hoạt động của tất cả các biến thể của máy bay Boeing 737 MAX vào và ra khỏi Singapore vì hai tai nạn chết người liên quan đến máy bay Boeing 737 MAX. hơn năm tháng.[120]
- Thổ Nhĩ Kỳ: Cơ quan Hàng không Dân dụng Thổ Nhĩ Kỳ đã đình chỉ các chuyến bay của Boeing 737 MAX 8 và/hoặc chín loại máy bay đang được điều hành bởi các công ty Thổ Nhĩ Kỳ ở Thổ Nhĩ Kỳ và tuyên bố rằng họ cũng đang xem xét khả năng đóng cửa không phận của đất nước này.[113]
- Các Tiểu vương quốc Ả Rập Thống nhất: Cơ quan Hàng không Dân dụng Chung (GCAA) đã ban hành Quyết định An toàn cấm hoạt động của tất cả các mẫu máy bay Boeing 737 MAX trong không phận UAE có hiệu lực từ ngày 13 tháng 3 năm 2019, 00:01 Thời gian UTC cho đến khi có thông báo mới.[121]
- Hoa Kỳ: Tổng thống Donald Trump đã tuyên bố vào ngày 13 tháng 3 năm 2019 rằng chính quyền Hoa Kỳ sẽ cấm cả các máy bay Boeing 737 MAX 8 và 9 ở Hoa Kỳ.[122][123] Vài giờ sau dòng tweet ban đầu của Tổng thống, Cục Hàng không Hoa Kỳ đã chính thức ra lệnh cấm khẩn cấp cho tất cả các máy bay Boeing 737 MAX 8 và 737 MAX 9 do các hãng hàng không Hoa Kỳ hoặc tại không phận Hoa Kỳ vận hành[124].
- United Kingdom Vương quốc Anh: Cơ quan Hàng không Dân dụng (CAA) đã cấm máy bay Boeing 737 MAX hoạt động trong không phận của Vương quốc Anh là "biện pháp phòng ngừa".[125] Ban đầu họ đã nói trong một tuyên bố "Hiện có năm máy bay Boeing 737 Max 8 đã được đăng ký và hoạt động tại Vương quốc Anh", "Cục Hàng không Liên bang Hoa Kỳ (FAA) chịu trách nhiệm chứng nhận tất cả các mẫu máy bay Boeing 737 Max 8 và đó là châu Âu Cơ quan an toàn hàng không (EASA) xác nhận chứng nhận này trên toàn EU, bao gồm cả Vương quốc Anh, "và rằng" CAA đang hợp tác chặt chẽ với EASA ".[116]
- Việt Nam: Cục Hàng không Việt Nam đã cấm các chuyến bay Boeing 737 MAX 8 trên không phận của Việt Nam từ 10 giờ sáng (giờ địa phương) ngày 13 tháng 3 năm 2019.[126]

Việc một số quốc gia ban hành lệnh cấm Boeing 737 MAX này đã làm cổ phiếu hãng sản xuất sụt giảm mạnh trong 11 và 12 tháng 3 năm 2019.